# Потенциалоскоп

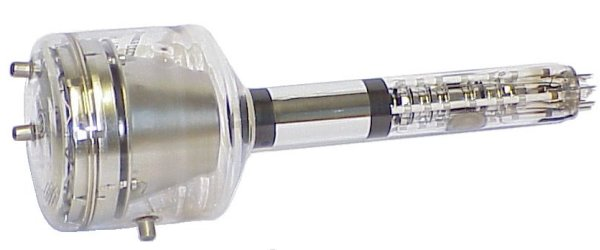
Потенциалоскоп типа ЛН-9

Потенциалоскоп — электронно-лучевой прибор, предназначенный для накопления определённой информации и её последующего воспроизведения. В 1970-е годы потенциалоскопами стали называть также запоминающие электронно-лучевые трубки. В наше время не используется.

## Принцип действия потенциалоскопа
При записи потенциалоскоп работал на основе накопления электрических зарядов на поверхности «мишени» в соответствии с записываемой информацией. Информация могла поступать в виде электрических импульсов или, в случае фоточувствительной мишени, проецирования оптического изображения. При чтении распределение накопленного заряда преобразовывалось в выходной сигнал.
Время хранения информации изменялось в широких пределах — от долей секунды до нескольких часов и даже дней. Для длительного хранения информации использовалась высокая изоляция мишени, или специальный электронный луч, поддерживающий потенциал на мишени.
Чтение было частично разрушающим, разные конструкции потенциалоскопов допускали от одного до десятков и сотен тысяч считываний после одной записи.
В бистабильных потенциалоскопах потенциал мишени является положительным по отношению к потенциалу катода отображающего прожектора, и отображающий пучок приводит её потенциал к двум стабильным значениям, из-за чего изображение не теряется длительное время.

## Список используемой литературы
- Потенциалоскоп / Г. С. Котовщиков // Плата — Проб. — М. : Советская энциклопедия, 1975. — (Большая советская энциклопедия : [в 30 т.] / гл. ред.  А. М. Прохоров ; 1969—1978, т. 20).
- «Электронно-лучевые трубки с накоплением зарядов» Супряга Н. П.
- «Электронно-лучевые трубки с накоплением зарядов» Кноль М.
- «Электронно-лучевые трубки» Жигарёв А. А.